# Катастрофа Vickers Viscount под Ньюпортом
Катастрофа Vickers Viscount под Ньюпортом — авиационная катастрофа, произошедшая вечером в четверг 9 июля 1964 года в районе Ньюпорта (штат Теннесси). Пассажирский самолёт Vickers 745 Viscount американской авиакомпании United Air Lines подходил к Ноксвиллу, но затем перешёл в быстрое снижение, а через несколько минут рухнул на землю. Жертвами авиакатастрофы стали 39 человек, что делает её крупнейшей в штате Теннесси.

## Самолёт
Vickers-Armstrongs Viscount модели 745 (Vickers 745 Viscount) с регистрационным номером N7405 (заводской — 103) свой первый полёт совершил 9 ноября 1955 года в Борнмуте (Великобритания). В отчёте датой изготовления указано 14 ноября того же года, но на самом деле это дата его продажи заказчику — американской авиакомпании Capital Airlines, в которой он получил лётный номер 324. Также в отчёте модель самолёта указана, как Vickers 745D, но на самом деле она была Vickers 745. Борт N7405 был оснащён четырьмя турбовинтовыми двигателями Rolls-Royce Dart RDa3 Mark 506, но оборудованных воздушными винтами модели R130/4-20-4/12E с прямоугольными кончиками лопастей (модель RA 25842), которые, как правило, ставились на двигатели Dart RDa6 Mark 510.
«Виккерс» с заводским номером 103 был первым представителем модели V.745. Также он был четвёртым по счёту «Висконтом», заказанным авиакомпанией Capital, при этом он стал первым из партии. Вообще борт N7405 стал самым первым представителем семейства Vickers Viscount в США, но не на Североамериканском континенте вообще, так как раньше их начала эксплуатировать канадская Trans-Canada Air Lines. Capital Airlines, которая занимала в США пятое место по объёму перевозок, стала первым в стране оператором этих самолётов, но «Висконт-ы» же и сгубили эту авиакомпанию, когда с 1958 по 1960 годы произошли сразу четыре катастрофы с участием этих машин, что привело к серьёзному кризису доверия и значительной критике. В результате уже в 1960 году Capital объявила о банкротстве, а в апреле 1961 года, после получения разрешения, начала процесс слияния с другой крупной авиакомпанией — United Air Lines (UAL). Это слияние завершилось к 1 июню и стало крупнейшей сделкой в истории американской авиации. Весь флот Capital, в том числе и борт N7405, теперь перешёл в UAL, при этом из-за его больших размеров процесс перекраски занял несколько лет.
Общая наработка борта N7405, по имеющимся данным, составляла 23 804 лётных часа, в том числе 180 часов от последней проверки и 6 часов от последнего осмотра, а также 19 969 циклов «взлёт—посадка». По расчётам на момент происшествия вес лайнера составлял 51 468 фунтов (23 345 кг).

## Экипаж
Лётный экипаж (в кабине) лайнера состоял из двух пилотов:
- Командир воздушного судна — 41-летний Оливер Э. Сабатке (англ. Oliver E. Sabatke). Имел квалификацию пилота самолётов Douglas DC-3, DC-6, DC-7, Lockheed Constellation и Vickers Viscount; до командира Viscount был повышен 18 мая 1957 года. Общий налёт составлял 15 665 часов, в том числе 1700 часов на самолётах Vickers Viscount. Перед роковым полётом отдыхал 24 часа.
- Второй пилот — 37-летний Чарльз Л. Янг (англ. Charles L. Young). Квалификацию второго пилота Vickers Viscount получил 14 февраля 1963 года. Общий налёт составлял 7715 часов, в том числе 2100 часов на самолётах Vickers Viscount. Перед роковым полётом отдыхал 25 часов.

В салоне работали две стюардессы:
- 21-летняя Кэрол Л. Берндт (англ. Carole L. Berndt). В United с 14 февраля 1963 года; перед роковым полётом отдыхала 14 часов 5 минут.
- 22-летняя Виргиния К. Воллмер (англ. Virginia K. Vollmer). В United с 11 марта 1964 года; перед роковым полётом отдыхала 18 часов 2 минуты.

## Катастрофа
Ранее борт N7405 выполнил рейс 609 по маршруту Роли-Дарем—Вашингтон—Буффало—Элмира—Уильямспорт—Филадельфия. Вылетев в 07:05 из аэропорта Роли/Дарем, в 12:45 лайнер благополучно приземлился в аэропорту Филадельфия, при этом у сдающего экипажа (2 пилота и старшая стюардесса) по нему не было никаких замечаний.
Здесь самолёт принял новый экипаж в составе двух пилотов и одной стюардессы, которые прибыли в Филадельфию примерно в 12:15 рейсом 662 из Вашингтона. Теперь борт N7405 с новым экипажем должен был выполнить рейс 823 по маршруту Филадельфия—Вашингтон—Ноксвилл—Хантсвилл. В 15:13 самолёт вылетел из Филадельфии, а в 15:54, в соответствие с расписанием, приземлился в Вашингтонском национальном аэропорту. На этом этапе по работе лайнера замечаний не было, поэтому технического обслуживания в Вашингтоне не проводили, только стандартная подготовка к полёту в Ноксвилл. После дозаправки запас топлива на борту составлял 10 900 фунтов (4900 кг). В салоне разместились 35 пассажиров, а состав экипажа пополнился ещё одной стюардессой. Общий вес лайнера был оценён в 58 948 фунтов (26 738 кг) при максимальном допустимом 60 600 фунтов (27 488 кг). Центровка также не выходила за установленные пределы.
В 16:36 рейс 823 с 39 людьми на борту взлетел с полосы 33 Вашингтонского аэропорта, а время достижения Ноксвилла по расписанию было 18:13. Диспетчер дал разрешение на полёт по приборам до Ноксвилла по воздушным коридорам 143, 140 и 16, а эшелон был определён как 140 (высота 14 000 футов (4300 м)). Полёт проходил без отклонений и в 17:58:35 экипаж доложил в Атлантский центр управления воздушным движением о прохождении хребта Холстон и что рассчитывает достичь Ноксвилл в 18:21. Также пилоты запросили разрешение снизиться до установленной минимальной высоты, на что диспетчер дал разрешение снижаться и занимать высоту 8000 футов (2400 м).
Спустя три минуты с рейса 823 доложили о прекращении полёта по приборам и переходе на визуальный полёт. Диспетчер посоветовал пока оставаться на частоте «Атланта-центр», но позже переходить на связь с диспетчером подхода Хантсвиллского аэропорта, на что в 18:02:55 с самолёта доложили: Окей. Это был последний радиообмен с бортом N7405. В 18:13:30 засветка рейса 823 неожиданно исчезла с экрана радиолокатора. Когда диспетчер увидел, что спустя четыре витка антенны эта засветка так и не появляется вновь, он в 18:14:10 попытался вызвать самолёт, чтобы предупредить, что от него больше не поступает радиосигнал, но экипаж уже не отвечал.
В районе Носвилла стояла переменная облачность и ожидался дождь. На небе в районе события, согласно показаниям очевидцев, были только отдельные высокие облака, а погода в целом была спокойной. Несколькими минутами ранее очевидцы на земле увидели снижающийся самолёт, который следовал на высоте около 5000 футов (1500 м), а на его фюзеляже словно было какое-то фиолетовое свечение, но без дыма. Следующие свидетели видели лайнер уже в 18:10 на очень небольшой высоте — от 200 футов (61 м) до 500 футов (150 м), а из фюзеляжа близ крыльев при этом выходил густой чёрный дым. Затем вниз упал чёрный объект. Как позже было установлено, это один из пассажиров открыл аварийный выход и выпрыгнул наружу, надеясь таким образом спастись. После этого сам авиалайнер резко поднял нос, после чего, перейдя в сваливание и завалившись на левое крыло, под углом 45° помчался вниз, а затем на высоте около 1400 футов (430 м) над уровнем моря врезался в покрытый лесом горный склон, полностью разрушился и сгорел.
Катастрофа произошла в 18:15 в 41 морской миле (76 км) к востоку-северо-востоку от радиомаяка Ноксвилл и в 2¼ милях (4 км) к северо-востоку от Парроттсвилла, в точке с координатами 36°01′36″ с. ш. 83°03′41″ з. д.. Все находящиеся на борту в тот момент 34 пассажира и 4 члена экипажа погибли. Выпрыгнувший из самолёта пассажир приземлился на удалении 1,6 мили (2,6 км) от места происшествия и он смог выжить при падении, но позже умер от полученных травм. Таким образом, жертвами катастрофы стали 39 человек. По масштабам это крупнейшая авиационная катастрофа в истории штата Теннесси.

## Расследование
Самолёт был оборудован бортовым самописцем модели 109C производства Lockheed Aircraft Service, однако его алюминиевая лента оказалась уничтожена пожаром, продолжавшимся несколько часов. Вообще это первый известный случай, когда в самописцах Lockheed оказалась уничтожена лента.
Проанализировав ситуацию, следователи пришли к мнению, что квалификация экипажа, а также техническое состояние лайнера и его загрузки не являлись факторами, приведшими к катастрофе. Сам полёт до хребта Холстона проходил нормально, а после прохождения гор экипаж начал снижаться с вертикальной скоростью примерно 1000 футов (300 м) в минуту. Спустя 24 мили (39 км) после пролёта гор и на высоте около 11 000 футов (3400 м) в 18:02:45 с самолёта запросили отмену полёта по приборам и переход на визуальный полёт. Затем в процессе снижения пилоты по неустановленной причине отклонились в сторону от воздушного коридора V-16, и теперь самолёт следовал параллельно ему.
Первый свидетель видел борт N7405 на высоте 4000 футов (1200 м) над землёй и на 8 миль (13 км) к югу от воздушного коридора, когда горы уже находились позади на 34 мили (55 км). В 18:10 лайнер уже находился на высоте всего 500 футов (150 м) над землёй и достаточно долго следовал на этом уровне. Также скорость полёта была снижена до примерно 174 узлов. Очевидцы указывали, что из самолёта выходил дым, а некоторые даже заметили пламя. У выпрыгнувшего пассажира также были найдены следы копоти и воздействия огня, то есть пожар был в пассажирском салоне. Возможно, что экипаж заметил пожар в интервале от перехода на визуальный полёт и до первого наблюдения с земли, после чего начал выполнять аварийное снижение.
Изучение обломков осложнялось значительным разрушением и дальнейшим низовым пожаром, но в целом был сделан вывод, что разрушения конструкции до удара о землю не было. Удар о землю произошёл в полётной конфигурации с убранными шасси. Оба двигателя изучили и не было найдено признаков их отказов, а лопасти воздушных винтов стояли в рабочем положении. Руль высоты был установлен вниз под небольшим углом. Тросы управления, которые изготовлены из алюминия, частично оказались уничтожены огнём, а потому их проверить не удалось. Электрические и гидросистемы также были сильно повреждены в пожаре, но на уцелевших частях признаков отказа обнаружено не было.
Экспертиза копоти показала, что она образована горением углеводородов, то есть это могло быть как топливо, так и какой-нибудь растворитель или даже жидкость для заправки зажигалок. Была проверена вероятность утечки и возгорания топлива, так как под полом салона находился подогреватель воздуха, а также проходили трубопроводы системы кольцевания между крыльевыми топливными баками. Конструктивно, топливные трубопроводы находились в, отделённом кожухом, отсеке, вентилируемом наружу, и в случае двойной разгерметизации трубопроводов и кожуха топливо не должно проникать в фюзеляж в связи с разностью давлений. А подогреватель воздуха в данном полёте не использовался. Не было найдено никаких признаков пожара в этой части самолёта. На крыльях, двигателях и хвостовом оперении так же признаков пожара не было. Был проверен весь багаж на наличие в нём пожароопасных предметов, но ничего такого найдено не было. К тому же багаж и части из грузового отделения не содержали следов копоти, то есть здесь возгорания не было. Проведённые в дальнейшем тесты показали, что очаг пожара был не под полом, а в самом салоне.
Признаки воздействия огня в салоне были в части, где сидели пассажиры. В этой части фюзеляжа выше пола из пожароопасных жидкостей была прежде всего гидравлическая жидкость в бачке гидросистемы, расположенном в отделении между полкой для ручной клади и туалетом. Этот бачок оказался повреждён огнём и полностью опустошён, но изучение обломков из этой части показало, что пожар начался не в этой части, а потому гидравлическая жидкость не была источником огня. Ещё одной горючей жидкостью в салоне был галлон краски, находящейся в банке с бумажной обёрткой. Но проверка показала, что банка практически не подвергалась огню, даже обёртка не пострадала. Вообще от пожара сильнее всего пострадали три части салона: под левым иллюминатором № 4; левая сторона передней перегородки; внешняя стенка правого переднего туалета. При этом пластиковые иллюминаторы подвергались воздействию температуры около 626 °F (330 °C). Пожар повредил и ручную кладь в передней части салона. Как впоследствии было установлено, температура здесь была лишь 122 °F (50 °C).
Далее было проверено противопожарное и кислородное оборудование. Согласно показаниям других экипажей, которые ранее летали на борту N7405, его противопожарные системы были исправны и при проверках срабатывали без сбоев. Были найдены противопожарные системы трёх двигателей, но они не срабатывали. Из противопожарных систем в салоне сработал передний огнетушитель с электрическим приводом. В кабине был освобождён от креплений и подготовлен один углекислотный огнетушитель, но его не успели опустошить. Что до кислородного оборудования, то был найден один из кислородных баллонов пассажирского салона, который оказался с открытым клапаном. Из кислородных масок лётного экипажа удалось восстановить только одну, но её не использовали. Как показала экспертиза обломков, во время полёта в кабине не было пожара, а потому датчики пожара в кабине и не срабатывали. Если бы под полом кабины пилотов начался пожар, то он бы был обнаружен самими пилотами по запаху или задымлению в считанные секунды. Клапаны наддува кабины были открыты, то есть экипаж включил разгерметизацию самолёта, чтобы в кабину поступал свежий воздух извне.
Под полом в передней части на расстоянии от 335 дюймов (8509,0000000 мм) до 414 дюймов (10 515,6000000 мм) от носа находился электрический отсек с генераторами и стартёрами, а также различными реле. Конструкция креплений электрических машин и аппаратов должна была предотвратить вероятность короткого замыкания на металлические конструкции самолёта, в том числе обшивку. Электрический отсек оказался сильно повреждён пожаром, особенно в левой части, при этом многие аппараты были уничтожены, либо разрушены, а потому полностью проверить этот отсек не удалось, хотя уцелевшие части не имели признаков перегрева от коротких замыканий, но на одной клемме нашли след переброса дуги. Возможно, что электрооборудование оказалось повреждено огнём уже во время полёта, то есть самолёт оказался обесточен, причём не исключено, что при аварийном снижении, а пилоты теперь вели машину только визуально, отчего и следовали на небольшой высоте. Затем в какой-то момент лайнер вышел из-под контроля экипажа. Это могло быть вызвано изменением центровки, когда все пассажиры перебежали в один конец самолёта, отказом системы управления, потеря сознания пилотами, либо от воздействия ветра.
Есть также версия, что это мог быть террористический акт или даже убийство-самоубийство. Однако проверка версии о намеренной катастрофе с целью получения страховки показала отрицательный результат — никто из людей на борту не был застрахован на крупную сумму. Также не было найдено никаких мотивов для убийства кого-либо из пассажиров.

## Причина катастрофы
1. Пилоты и стюардессы имели необходимые сертификаты и квалификацию..
2. Вес и центровка самолёта при вылете из Вашингтона и на протяжении полёта находились в установленных пределах.
3. Погодные условия не являлись фактором катастрофы.
4. До катастрофы не было отказов двигателей или разрушения конструкции планера
5. Не было обнаружено ошибок лётного экипажа в технике пилотирования.
6. Во время полёта в пассажирском салоне был пожар.
7. Экипаж выполнял процедуры по действиям при пожаре и задымлении.
8. Пассажир, который выпрыгнул через аварийный выход (иллюминатор № 4), перед этим подвергся воздействию сильной копоти и высокой температуры. После покидания самолёта он не ударился о хвостовое оперение, но получил смертельные травмы от столкновения с деревьями и землёй.
9. Анализ копоти показал, что она образована неполным сгоранием алифатического углеводородного топлива.
10. Следователи не смогли определить источник пожара, очаг возгорания и причину последнего, фатального, манёвра.

Согласно выводам следственной комиссии, причиной катастрофы стал неконтролируемый пожар неустановленного происхождения, который происходил внутри фюзеляжа и привёл к потере управления.

## Последствия
При расследовании причин катастрофы следователи обратили особенное внимание на уничтожение бортового самописца. В результате была дана рекомендация устанавливать самописцы в более защищённых местах, оборудованных огнетушителями. Также в отчёте был приведён текст письма от 21 августа 1964 года из Федерального агентства авиации, согласно которому была изменена конструкция самописцев с целью повышения защиты регистрационной ленты.

### Комментарии
1. ↑  Здесь и далее по умолчанию указано Североамериканское восточное время (EST).